# 肖松尼 (加利福尼亞州)
肖松尼（英語：Shoshone）是位於美國加利福尼亞州因約縣的一個人口普查指定地區。

## 地理
肖松尼的座標為35°58′23″N 116°16′16″W / 35.97306°N 116.27111°W，而該地最高點為海拔高度483米（即1585英尺）。

## 人口
根據2010年美國人口普查的數據，肖松尼的面積為74.361平方千米，當中陸地面積為74.361平方千米，而水域面積為0.000平方千米。當地共有人口31人，而人口密度為每平方千米0人。